# Józef Cinal
Józef Cinal (ur. 11 października 1936 w Wieprzu, zm. 5 lipca 2020 tamże) – polski polityk, rolnik, spółdzielca, poseł na Sejm PRL V kadencji oraz na Sejm RP I kadencji.

## Życiorys
Syn Konstantego i Marii. Ukończył w 1968 Technikum Rolnicze w Łodygowicach. Działał w Związku Młodzieży Wiejskiej w Wieprzu, wstąpił do Zjednoczonego Stronnictwa Ludowego, z ramienia którego zasiadał w Sejmie PRL w latach 1969–1972. W III RP działacz Polskiego Stronnictwa Ludowego. Ponownie był posłem od 1991 do 1993, reprezentując okręg bielski.
Prowadził indywidualne gospodarstwo rolne, działał w spółdzielczości. Przez wiele lat pełnił funkcję radnego w gminie Wieprz. W 2010 i 2014 nie był ponownie wybierany.
Odznaczony Odznaką 1000-lecia Państwa Polskiego.